# 伊藤誠 (漫画家)
伊藤 誠（いとう まこと、1969年12月5日 - ）は、漫画家。北海道北見市出身。作品には『舞弥』、『鴉』、『兎-野性の闘牌-』などがある。
千葉ロッテマリーンズのファンである。

## 作品リスト
- 舞弥（小学館）全3巻

1. ISBN 9784091515810（1994年10月）
2. ISBN 9784091515827（1995年1月）
3. ISBN 9784091515834（1995年2月）

- 鴉（学研）ISBN 9784056012026（1996年2月）
- 兎-野性の闘牌-（竹書房）全17巻